# علف بوریا
علف بوریا (نام علمی: Schoenoplectus) نام یک سرده از تیره جگنیان است.